# 26390 Rušin
(26390) Rušin, denumire internațională (26390) Rusin, este un asteroid din centura principală de asteroizi.

## Descriere
26390 Rušin este un asteroid din centura principală de asteroizi. A fost descoperit pe 19 octombrie 1999 la Observatorul din Ondřejov de Peter Kušnirák. Asteroidul prezintă o orbită caracterizată de o semiaxă mare de 2,64 ua, o excentricitate de 0,09 și o înclinație de 15,6° în raport cu ecliptica.